# Michel Habib-Deloncle
Pour les articles homonymes, voir Deloncle.
Michel Habib-Deloncle, né le 26 novembre 1921 à Neuilly-sur-Seine (Île-de-France) et mort le 26 octobre 2006 à l'hôpital Georges-Pompidou (Île-de-France), est un avocat et homme politique français.    

## Biographie

### Jeunesse et études
Louis, Léon, Michel Habib-Deloncle, dit Michel Habib-Deloncle (Deloncle est le nom de sa mère rattaché au nom paternel par décret), né de père chrétien syro-libanais et de mère française, est député gaulliste et secrétaire d'État dans les années 1960.
Élève au cours Hattemer puis au lycée Condorcet, il obtient son baccalauréat littéraire. Il s'inscrit à l'université de Paris. Il obtient une licence de droit et une licence de lettres, puis un diplôme d’études supérieures de droit public et de droit privé. Il est admis à l'École libre des sciences politiques, dont il sort major.

### Parcours professionnel
Gaulliste dès 1940, il entre dans la Résistance et rejoint l'Organisation civile et militaire de la jeunesse (OCMJ) dirigée par le professeur Milliez. Il est également l'éditorialiste de Nouvelle Jeunesse. Il porte secours à la famille du colonel Rémy. Il est décoré de la croix de guerre. Parce qu'anglophone et que son chef de réseau était un ami du garde des Sceaux, Pierre-Henri Teitgen, il est membre de la délégation française au Procès de Nuremberg. Il a notamment servi de chauffeur à Edgar Faure.
Il est avocat à la Cour d'appel de Paris de 1955 à 1989.
Conseiller de l'Union française en 1954, il est membre du cabinet de Jacques Chaban-Delmas lorsque celui-ci sera nommé Ministre des Travaux Publics dans le gouvernement de Pierre Mendès France. Secrétaire du groupe RPF de l'Assemblée nationale de 1948 à 1954, député gaulliste (UNR, UD-Ve République, UDR) de la 20e circonscription de la Seine (16e arrondissement) de 1958 à 1963 et de 1967 à 1973, il est secrétaire d'État aux Affaires étrangères du 28 novembre 1962 au 8 janvier 1966, puis à l'Éducation nationale du 8 janvier 1966 au 1er avril 1967 dans les gouvernements de Georges Pompidou II et III. Il est directeur politique de La Nation, organe de l'UDR. Il déploie ses talents marqués d'orateur au Palais Bourbon, et de polémiste dans son journal et dans de nombreuses émissions de radio.
Militant européen (mais opposé au Traité de Maastricht), il est vice-président international de l'Union Paneuropéenne (Pan-Europe) et membre du Parlement européen de 1967 à 1973. Il est président international du Centre européen de documentation et d'information (CEDI) de 1971 à 1972. Il préside la Chambre de commerce franco-arabe pendant 32 ans. À ce titre, il a dirigé de nombreuses missions dans le monde méditerranéen et arabe et a pris l'initiative de créer la procédure d'arbitrage franco-arabe.
Après avoir perdu son siège de député en 1973, il reste militant actif à l'UDR puis au RPR. Il préside la section professionnelle RPR des avocats ainsi que la Fédération RPR du Calvados à la fin des années 1980 et au début des années 1990. Il est nommé membre du Conseil supérieur de la Participation. Il est également membre du comité d'honneur du Mouvement initiative et liberté.

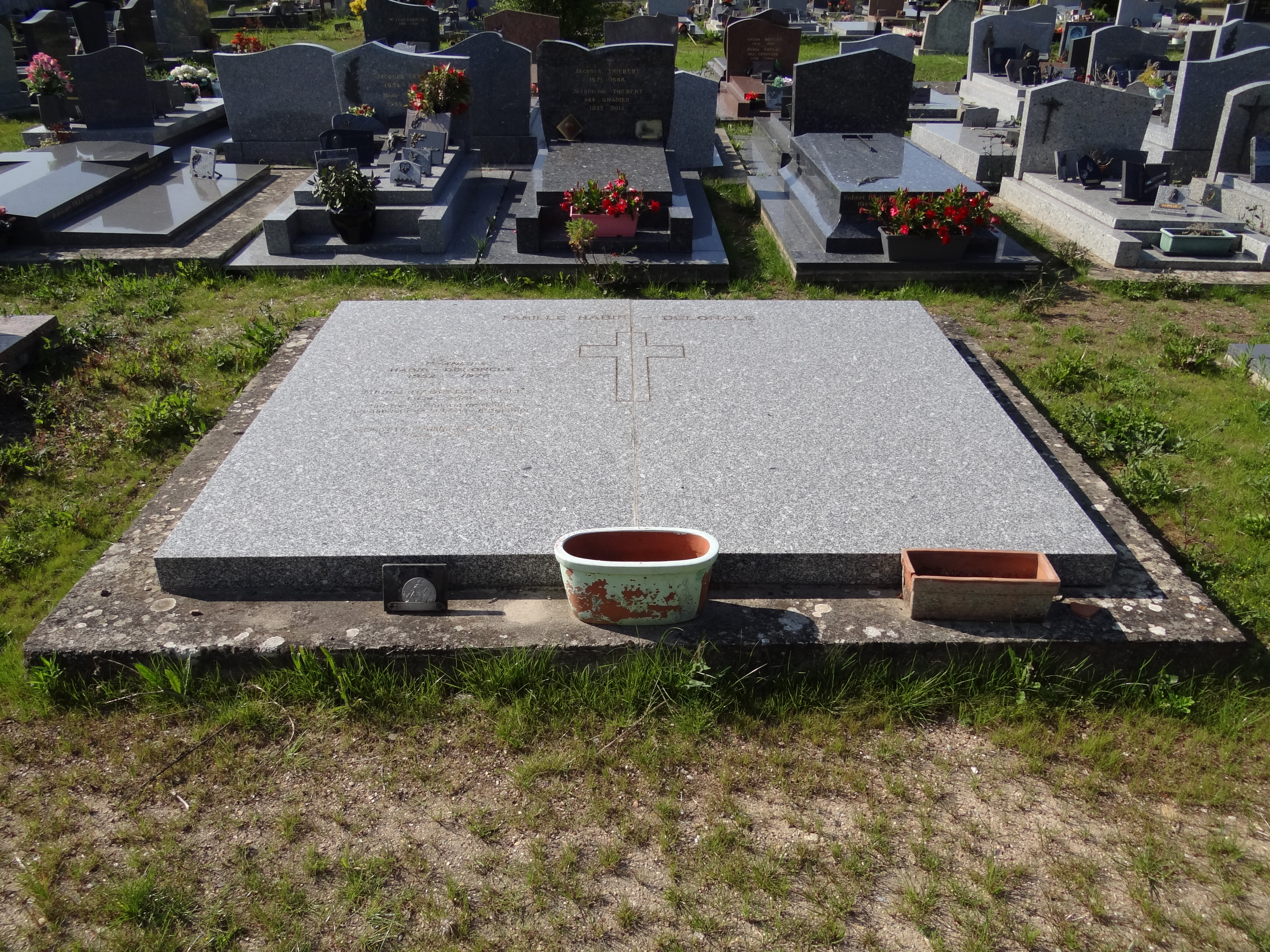
La tombe de Michel Habib-Deloncle au cimetière de Lion-sur-Mer (Calvados).

Il publie un ouvrage, en 1988, La Ve République, un chef-d'œuvre en péril, en vue de s'opposer à certaines interprétations de la Constitution (dont il était expert) et à sa révision. Ce sera en vain mais, fidèle à lui-même, il milite pour le Non au quinquennat.

## Décorations
- Commandeur de la Légion d'honneur.
- Croix de Guerre